# Clypeola raddeana
Clypeola raddeana là một loài thực vật có hoa trong họ Cải. Loài này được Albov mô tả khoa học đầu tiên năm 1894.